# کلیسای جامع ساونلینا

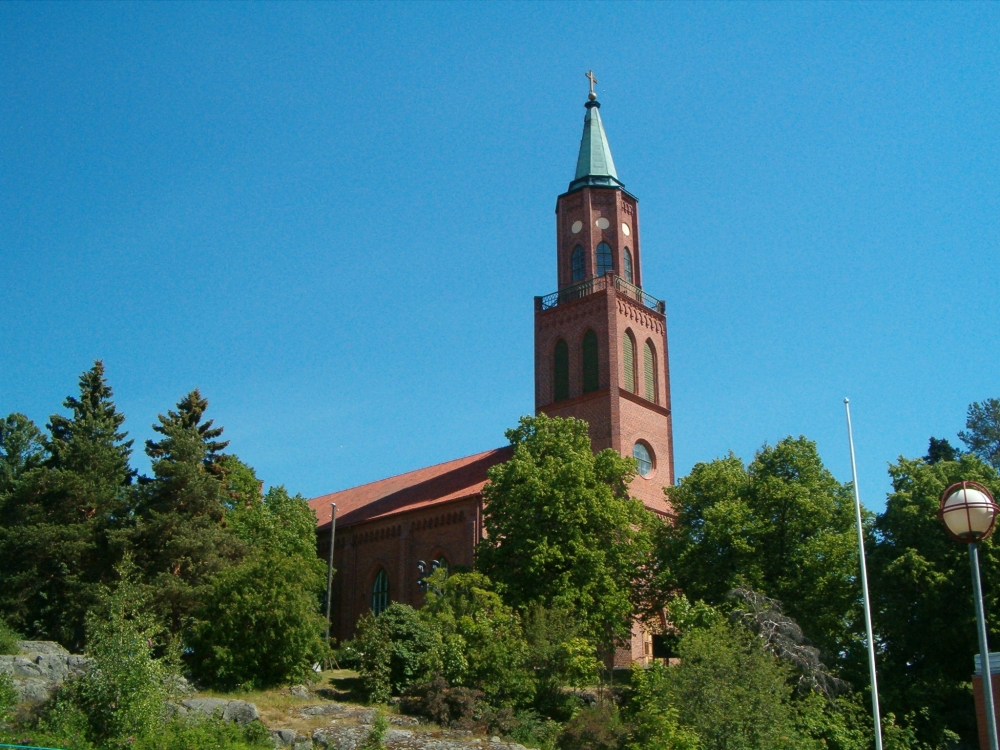
کلیسای جامع ساونلینا

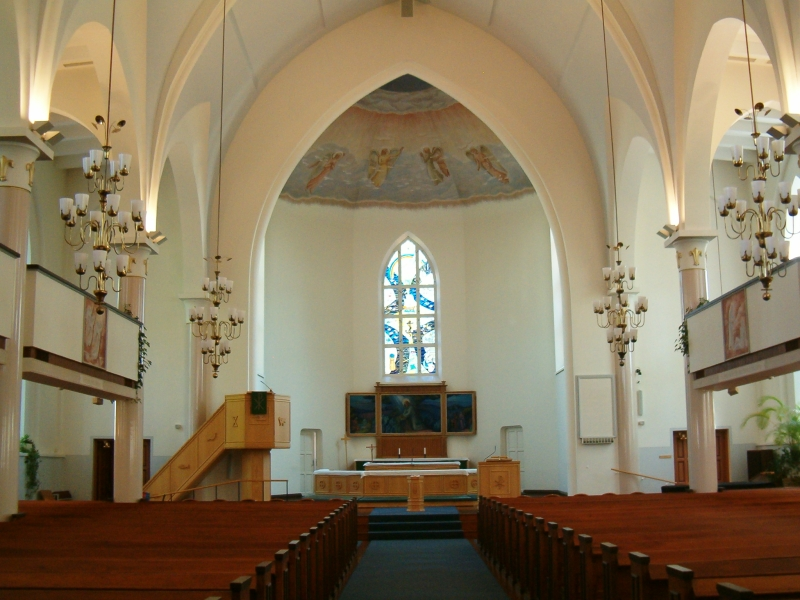
محراب کلیسای جامع ساونلینا

کلیسای جامع ساوُنْلینّا (فنلاندی: Savonlinnan tuomiokirkko, سوئدی: Nyslotts domkyrka) در ساون‌لینا در فنلاند واقع شده‌است. این بنا بین سالهای ۱۸۷۴ و ۱۸۷۸ توسط معمار فنلاندی اکسل هامپوس دالسترم در سبک معماری نئوگوتیک طراحی و ساخته شد. ظرفیت این کلیسا ۱۰۰۰ نفر است.

## پیشینه
مردم ساوُنْلینّا تا سال ۱۸۵۰ کلیسایی برای خود نداشتند و مجبور بودند به کلیسای سَمینْکی بروند. در سال فرماندار الکساندر تسلف دستور ساخت کلیسایی در ساوونیمی را صادر کرد و کار ساخت و ساز رسماً در سال ۱۸۷۴ آغاز شد.
در سال ۱۸۹۶ اسقف نشین جدید ساوُنْلینّا تأسیس شد و این کلیسابه کلیسای جامع تبدیل و اولین اسقف گوستاف یوهانسون بود. در سال ۱۹۲۵ محل اسقف‌نشین به ویبورگ در روسیه منتقل شد، اما کلیسا هنوز «کلیسای جامع» عنوان خود را حفظ کرده‌است.
در طول جنگ زمستان در ۱ می ۱۹۴۰، ساوُنْلینّا بمباران شد و کلیسا آسیب دید. که در سال‌های ۱۹۴۷–۱۹۴۸ بازسازی شد.